# A mão que escreve

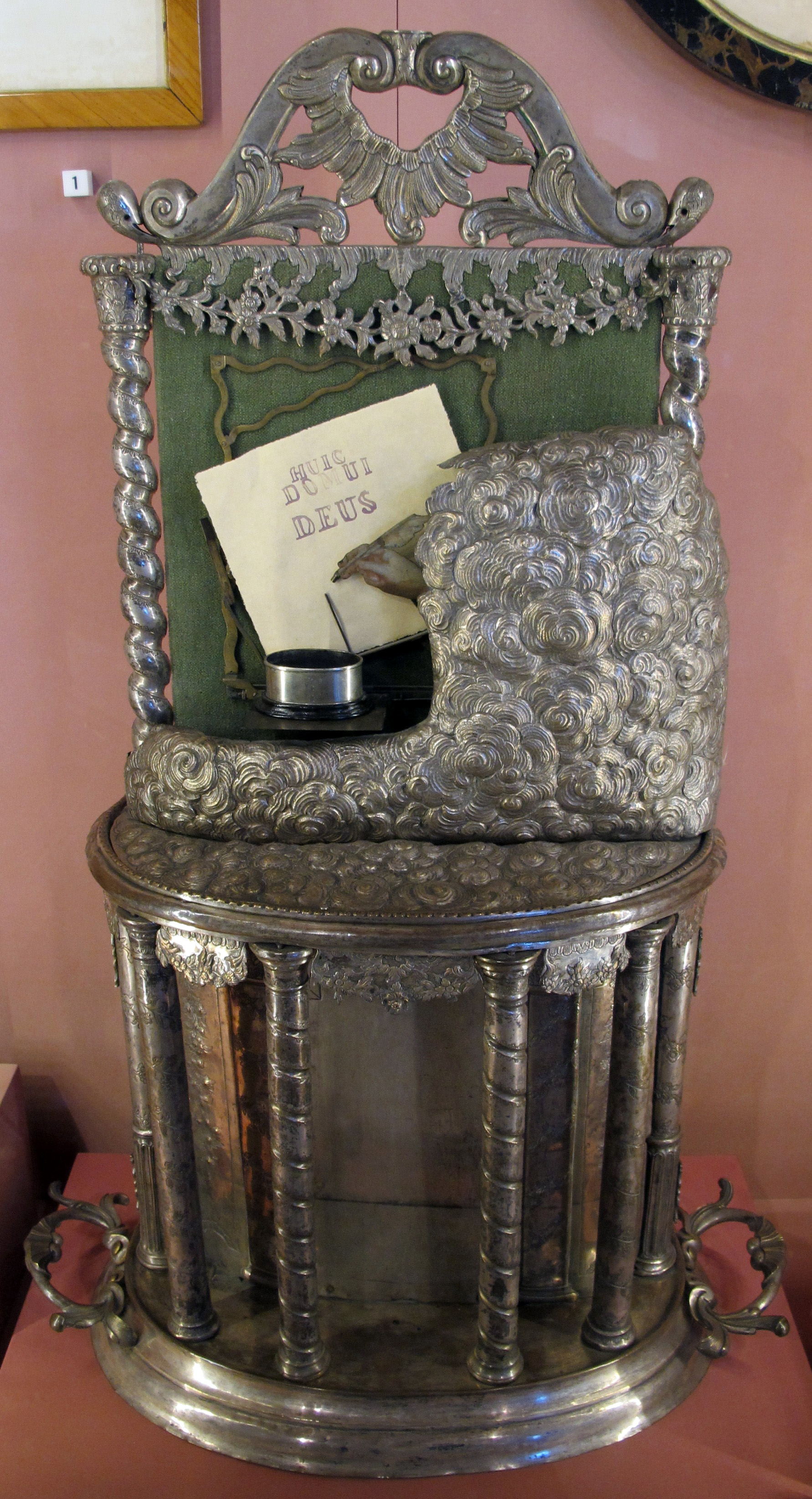
A mão que escreve no Museo Galileo de Florença.

A mão que escreve é um instrumento mecânico criado por Friedrich von Knaus em 1764.
O mecanismo de relojoaria aciona uma mão que se movimenta para pegar numa pena e escrever sobre um pedaço de papel a frase "Huic Domui Deus / Nec metas rerum / Nec tempora ponat" [A esta Casa não ponha Deus nem fim nem limite]. Sobre a parte metálica prateada que cobre o mecanismo pode ler-se "Pro patria". A máquina é dedicada pelo artesão Friedrich von Knaus à Casa de Lorena, então reinante na Toscana.  
O exemplar conserva-se na Sala X do Museu Galileo, de Florença (in. 3195). O objeto foi realizado em cobre prateado e mede 68cm por 1 metro.